# Gabriele de' Gabrielli
Gabriele de' Gabrielli (Fano, 1445 – Roma, 5 novembre 1511) è stato un cardinale e vescovo cattolico italiano.

## Biografia
Nacque a Fano dal conte Andrea, discendente dalla celebre famiglia che aveva retto la signoria di Gubbio nel Medioevo, e un cui ramo si era trasferito a Fano in seguito alla sconfitta subita dai Gabrielli ad opera dei Montefeltro.
Trascorse parte dell'infanzia e dell'adolescenza a Firenze dove si legò di amicizia al giovane Lorenzo de'Medici, con il quale mantenne rapporti epistolari fino alla morte di quest'ultimo.
Laureatosi in utroque iure, prese i voti ed intraprese la carriera curiale. Dopo aver svolto alcuni incarichi presso la corte pontificia durante i regni di Innocenzo VIII e di Alessandro VI, tra cui quello di protonotario apostolico, si trasferì nel 1498 in Francia quale agente del cardinale Giuliano della Rovere. Quando questi fu eletto Papa il 1º novembre 1503 con il nome di Giulio II, il Gabrielli fu chiamato a rivestire un ruolo di primo piano come familiare e consigliere del pontefice, e fu incaricato di svolgere delicati incarichi diplomatici.
Il 27 marzo 1504 Giulio II ricompensò il Gabrielli nominandolo vescovo di Urbino, ed assegnandogli i benefici delle abbazie di San Salvatore di Perugia, di Montescalari nel Chianti (allora appartenente alla diocesi di Fiesole) e di San Leonardo presso Fermo. Il 9 aprile seguente fu consacrato vescovo dallo stesso pontefice, assistito dai cardinali Antonio Pallavicini Gentili e Giovanni Antonio Sangiorgio.
Nel concistoro del 1º dicembre 1505 Giulio II volle onorare ulteriormente il fedele amico e collaboratore, elevandolo al rango di cardinale-diacono di Sant'Agata in Suburra. Da quel momento fu anche noto come il Cardinal d'Urbino.
Partecipò nel 1506 alle spedizioni militari di Giulio II contro Perugia e contro Bologna, e il 10 novembre di quell'anno fu nominato cardinale legato per l'Umbria. Nell'estate del 1507 fu inviato come legato pontificio alla conferenza di Savona tra il re di Francia Luigi XII e il re Ferdinando II d'Aragona, incontro preliminare alla formazione della Lega di Cambrai.
L'11 settembre 1507 fu promosso cardinale-presbitero del titolo di Santa Prassede.
Il 1º maggio 1508 come Legato del Papa, officiò nella cattedrale di Urbino le esequie solenni del duca Guidobaldo, col quale si estingueva la dinastia dei Montefeltro. Toccava così ad un Gabrielli celebrare la fine della famiglia che aveva spodestato i Gabrielli stessi dai loro feudi storici di Gubbio, Pergola, Cantiano e Frontone e ne aveva decretato la decadenza.
Nell'estate del 1508 rinunziò alla legazione per l'Umbria, nominò un vicario per la diocesi di Urbino e si trasferì a Roma, dove Giulio II gli aveva riservato un appartamento nei Palazzi Vaticani.
Qui morì, tra le braccia stesse di Giulio II, nella notte tra il 5 e il 6 novembre 1511. Fu sepolto a Roma nel suo titolo.

## Mecenatismo
Uomo colto e raffinato, Gabriele Gabrielli svolse un ruolo importante come intermediario tra Giulio II e il mondo degli umanisti rinascimentali, trasmettendo al pontefice le aspettative di questi, e consigliandolo e indirizzandolo nel patrocinio delle arti e della letteratura. 
Ad Urbino, il Gabrielli fu protagonista e testimone degli ultimi splendori della corte feltresca, dove strinse amicizia tra gli altri, con Giuliano de' Medici, Bernardo Dovizi da Bibbiena, Ottaviano e Federigo Fregoso, Ludovico di Canossa, Cesare Gonzaga e Baldassarre Castiglione.
Fu amico di Bernardo Bembo e di Pietro Bembo, con il quale intrattenne anche un fitto epistolario, e nel cui circolo era stato introdotto dai suoi cugini Angelo e Trifone Gabrielli. In una lettera datata 13 dicembre 1505, Pietro Bembo congratulò Gabriele de' Gabrielli per l'avvenuta nomina a cardinale, e gli espresse l'augurio e la speranza che il Gabrielli potesse un giorno essere eletto Papa.
Nello stesso anno, insieme a Troilo Baglioni, già vescovo di Perugia, affidò a Raffaello Sanzio l'esecuzione dell'affresco Trinità e Santi nella cappella di San Severo nell'omonimo monastero della città umbra.

## Iconografia
Riscontri fisionomici indicano in Gabriele de' Gabrielli il probabile soggetto del Ritratto di cardinale nel suo studio, opera di Lorenzo Costa oggi conservata al Minneapolis Institute of Art. 
Lo storico dell'arte Oskar Fischel identificò inoltre in Gabriele de' Gabrielli il cardinale anziano al seguito di Giulio II e al fianco di Raffaele Riario nell'affresco rappresentante la Messa di Bolsena, opera di Raffaello Sanzio situata nella Stanza di Eliodoro, una delle Stanze Vaticane.
Il cardinale fu inoltre rappresentato in una medaglia in bronzo, sul cui verso appare il suo ritratto di profilo con la dicitura GABRIEL CARDINALIS S. PRAXEDIS, mentre sul recto è riportato il testo greco ΚΑΛΟΝ ΓΕΡΟΝΤΑ ΚΑΙ ΤΑΛΛΗΝΩΝ ΜΑΘΕΙΝ, cioè "imparare il bello, le cose antiche e le cose dei Greci". L'autore della medaglia, da considerarsi un tributo alla passione antiquaria dell'effigiato, potrebbe essere Lisippo il Giovane o Giovanni Cristoforo Romano.

## Genealogia episcopale
La genealogia episcopale è:
- Cardinale Guillaume d'Estouteville, O.S.B.Clun.
- Papa Sisto IV
- Papa Giulio II
- Cardinale Gabriele de' Gabrielli